# Leuculodes dianaria
Leuculodes dianaria är en fjärilsart som beskrevs av Dyar 1914. Leuculodes dianaria ingår i släktet Leuculodes och familjen Doidae. Inga underarter finns listade i Catalogue of Life.